# Vancouver Art Gallery
Vancouver Art Gallery (pol. Galeria Sztuki Vancouver) – muzeum sztuk pięknych położone w Vancouver w prowincji Kolumbia Brytyjska, przy 750 Hornby Street. Zbiory muzeum obejmują 10 000 dzieł sztuki (obrazy, rzeźby, fotografie, grafika, rysunki) reprezentujących głównie współczesną sztukę Kanady. Ważnym działem zbiorów Vancouver Art Gallery jest największa i najbardziej znacząca kolekcja obrazów i prac na papierze pejzażystki Emily Carr.

## Historia
Budowa pierwszego budynku Galerii Sztuki Vancouver rozpoczęła się w marcu 1931 na działce przy ulicy Georgia Street nr 1145, na skraju centrum miasta, kilka przecznic na zachód od obecnej siedziby. Zbudowany kosztem 40 000 dolarów budynek Vancouver Art Gallery miał tylko jedną kondygnację, przeznaczoną na galerię wystawową.
W 1951 Galeria Sztuki Vancouver została rozbudowana w celu dostosowania jej do 157 dzieł Emily Carr, przekazanych przez nią testamentem przed śmiercią w 1945 na rzecz prowincji Kolumbia Brytyjska. Gromadzeniem funduszy na ten cel zajął się bliski przyjaciel Carr, członek Grupy Siedmiu Lawren Harris, który odegrał kluczową rolę w pozyskaniu 300 000 dolarów, przekazanych przez miasto Vancouver.
W 1983 Vancouver Art Gallery przeniosła się do swojej obecnej siedziby w budynku dawnego sądu prowincjonalnego, położonego w obrębie ulic Georgia, Howe, Hornby i Robson Street. Neoklasyczny budynek sądu został zbudowany w 1906 według projektu architekta Francisa Rattenbury i zmodernizowany na początku lat 80., przed wprowadzeniem się galerii. Nową Vancouver Art Gallery otwarto dla publiczności w październiku 1983.
W 2008 premier Kolumbii Brytyjskiej, Gordon Muir Campbell zapowiedział przekazanie przez prowincję kwoty 50 milionów dolarów na rzecz budowy nowego gmachu galerii w celu podwojenia powierzchni wystawowej.

## Kolekcja
Licząca ponad 10 000 dzieł sztuki stała kolekcja Galerii Sztuki Vancouver powstała na drodze darowizn i zakupów. Jednym z głównych zadań, jakie stawia przed sobą Galeria, jest gromadzenie i prezentacja dzieł artystów z Kolumbii Brytyjskiej.

### Malarstwo
Początek kolekcji dało siedem prac artystów kanadyjskich, z których sześć stanowiły darowizny. Pierwszych zakupów dokonano w 1932; były to obrazy: Na plaży w Dinard (ok. 1900–1904), pędzla Jamesa Wilsona Morrice’a i Droga do St. Fidele (ok. 1929–1930), pędzla A.Y. Jacksona. W 1937 zakupiono za sumę 400 dolarów pierwszy obraz Emily Carr, Totem Pole, Kitseukla z 1912. Po śmierci Carr w 1945 kolekcja jej prac została przekazana jej na rzecz prowincji Kolumbia Brytyjska. W 1966 powiernicy fundacji imienia artystki, Emily Carr Trust Collection, oficjalnie przekazali 157 jej prac na rzecz Galerii Sztuki Vancouver. Kolekcja ta składa się dziś z 252 dzieł, w tym 146 obrazów, 51 rysunków i 45 prac ceramicznych, a także pism, książek, fotografii i niezatytułowanych szkiców.
W zbiorach Galerii znajduje się również szereg znaczących dzieł artystów Grupy Siedmiu: Lawrena Harrisa, A.Y. Jacksona i Arthura Lismera oraz m.in. Jocka Macdonalda, Jamesa Wilsona Morrice’a, Davida Milne’a, Harolda Towna i Gershona Iskovitza. Odrębną część zbiorów stanowią prace artystów wywodzących się z Quebecu, w tym Theophile’a Hamela, Antoine’a Plamondona, Marc-Aurèle de Foy Suzor-Coté’a, Paul-Emile’a Borduas’a, Guido Molinariego, Claude’a Tousignant, Jean-Paula Lemieux, Jany Sterbak i Jocelyne Alloucherie.
Kolekcja malarstwa europejskiego obejmuje dzieła XVII-wiecznych artystów holenderskich, m.in.: Jana Antonisza van Ravesteyna, Jana Wijnantsa, Isaaca van Ostade, Pietera Neeffsa I, Jacoba Marrela, Jana van Huysuma, Balthasara van der Asta, Jana van Goyena, Roelofa van Vriesa, Willema van de Velde (młodszego), Salomona van Ruysdaela i Cornelisa de Heema. Ważną część zbiorów stanowi pierwsza edycja rycin Francisca Goi Okropności wojny (Los desastres de la guerra).

### Fotografia
Galeria posiada jeden z najważniejszych zbiorów fotograficznych w Ameryce Północnej. Wśród pierwszych eksponatów, jakie znalazły się w tym dziale zbiorów były prace takich artystów jak m.in.: Eikoh Hosoe, Manuel Álvarez Bravo, Minor White i Donigan Cumming. W 2002, dzięki połączeniu darowizn i zakupów, w zasobach Galerii znalazł się zbiór kolekcjonerów z Toronto, Alison i Alana Schwartzów, zawierający prace takich mistrzów fotografii jak: Cindy Sherman, Andreas Gursky, Thomas Struth i Dan Graham. W 2003 i 2004 fotograficzna kolekcja dzięki kolejnym darowiznom uległa znacznemu powiększeniu. W jej ramach znalazły się prace kolejnych artystów-fotografików, m.in.: Samuela Bourne’a, Roberta Franka, Davida Octaviusa Hilla, Roberta Adamsona, Julii Margaret Cameron, Manuela Álvareza Bravo, Ansela Adamsa, Edwarda Westona, Lewisa Hine’a, Tiny Modotti, Williama Foxa Talbota, Margaret Bourke-White, Weegee, Henriego Cartier-Bressona, André Kertésza.
Galeria posiada też duży zbiór fotografii oraz instalacji artystów wywodzących się z Vancouver, m.in.: Jeffa Walla, Stana Douglasa i Roya Ardena.